# Seignosse
Seignosse – miejscowość i gmina we Francji, w regionie Nowa Akwitania, w departamencie Landy.
Według danych na rok 1999 gminę zamieszkiwało 2427 osób, a gęstość zaludnienia wynosiła 69 osób/km² (wśród 2290 gmin Akwitanii Seignosse plasuje się na 257. miejscu pod względem liczby ludności, natomiast pod względem powierzchni na miejscu 215.).